# Spartacus International Gay Guide
De Spartacus International Gay Guide is een internationale homo-gids, bedoeld om reizigers snel informatie over homo-recreatiemogelijkheden op een plaats van bestemming te verschaffen.
De gids wordt sinds 1970 jaarlijks uitgegeven, eerst door John Stamford, tegenwoordig door GayGuide UG in Berlijn. De huidige editie is wereldwijd te koop in homoboekhandels en via internetwinkels. De inhoud omvat omvangrijke informatie over meer dan 160 landen en talrijke steden van bestemming in vijf talen: Engels, Duits, Frans, Spaans, Italiaans. Elke editie bevat een bijgewerkte lijst van homo-ontmoetingsplekken zoals homovriendelijke of exclusieve homogelegenheden: hotels, cafés, clubs, zwembaden, sauna's, banen, naaktstranden en escortservices. Ook de wetgeving over homoseksualiteit en de wettelijke leeftijdsgrens voor seksuele contacten wordt benoemd. Sinds 2018 is de reisgids beschikbaar als app en als website om een individueel toepasbare metgezel te zijn voor elke reiziger.
In 2002 wilden de Thaise, Filipijnse en Indonesische regering dat er censuur zou worden toegepast in de gids: er zouden geen prostitués en homoclubs in de betreffende landen zijn. De censuur werd geweigerd. Uitgebreid diplomatiek overleg leidde ertoe dat kinderprostitutie in die landen vervolgd zou worden - zowel de kinderhandel, de pooiers als de prostitutieklanten - waarbij de sekstoeristen voor hun seksueel contact met minderjarigen bij thuiskomst alsnog vervolgd konden worden.